# 赫希圖爾姆山
46°55′55.7″N 8°56′8.6″E / 46.932139°N 8.935722°E

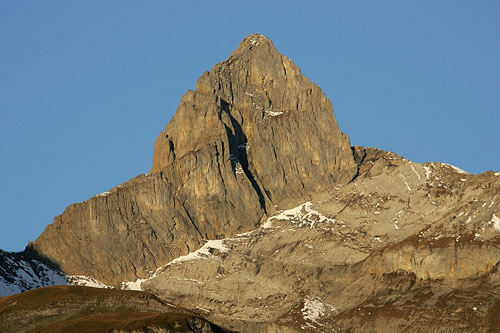

赫希圖爾姆山（Höch Turm），是瑞士的山峰，位於該國中部，由施維茨州負責管轄，屬於施維茨阿爾卑斯山脈的一部分，海拔高度2,493米，每年平均降雨量2,385毫米。

## 外部連結
- Höch Turm on Hikr （页面存档备份，存于）